# Уц (сын Арама)
Уц (ивр. עוּץ‎ — «песчаный» или «песчаная земля») — первенец Арама, внук Сима (Быт. 10:23), родоначальника арамеев.
Иосиф Флавий сообщает, что Уц был арамеем, владел Трахонитской областью и построил город Дамаск. Из земли Уц происходил праведник Иов (Иов. 1:1).